# Björn Skifs
Björn Nils Olof Skifs (Vansbro, 20 april 1947) is een Zweedse acteur en singer-songwriter. Hij was de leadzanger van de groep Blue Swede in de jaren 70.
In 1978 won hij Melodifestivalen met Det blir alltid värre framåt natten, op het Eurovisiesongfestival moest hij tevreden zijn met een 14de plaats.

## Biografie
In de jaren zestig werd hij in Zweden beroemd als zanger van zijn beatband Slam Creepers. Na het uit elkaar gaan richtte hij Blue Swede op. Hun meest succesvolle single Hooked on a Feeling (oorspronkelijk van B.J. Thomas) stond in 1974 op nummer 1 in de Amerikaanse hitlijsten. Skifs verliet de band in 1976 om een solocarrière te starten. Hij nam twee keer deel aan het Eurovisiesongfestival: op het evenement in Parijs in 1978 behaalde hij de 14e plaats met Det blir alltid värre framåt natten, in 1981 bereikte hij de tiende plaats met Fångad i en dröm. In 1984 was hij te horen als The Arbiter op het oorspronkelijke album van de musical Chess.
Vooral in de jaren tachtig had Skifs hoofdrollen in Zweedse musicals, komische speelfilms en verschillende televisiefilms. Een hit in Zweden was de komediefilm Strul uit 1988 waarin hij een gangster speelde.
Skifs zong het nummer When You Tell the World You're Mine, samen met zangeres Agnes, op het huwelijk van Victoria en Daniel van Zweden op 19 juni 2010 in Stockholm. Dit nummer werd kort daarna nummer 1 in de Zweedse hitlijsten.

## Discografie

### Soloalbums
- 1969: Every Bit of My Life
- 1970: From Both Sides Now
- 1971: Opopoppa
- 1972: Blåblus
- 1973: Pinewood Rally (met Blåblus)
- 1975: Schiffz!
- 1977: Watch Out!
- 1977: Björns bästa
- 1978 – When the Night Comes
- 1979: Split Vision
- 1980: Zkiffz (met Zkiffz)
- 1982: Spök
- 1984: If … Then …
- 1984: Paris – Dakar – Köpenhamn
- 1985: Vild honung
- 1988: Zick Zack
- 1997: 50/50
- 2001: Back on Track
- 2001: Ingen annan
- 2004: Skifs Hits!
- 2005: Decennier – sånger från en annan tid
- 2006: Andra decennier
- 2007: I2I
- 2010: Da Capo
- 2011: Break the Spell
- 2017: Bästa nu och då
- 2017: Every Bit of My Life 1967-2017
- 2021: It’s Christmas

### Singles
- 1976: Vi bygger oss en båt
- 1976: Firefly
- 1977: Lady
- 1978: Härligt, härligt men farligt, farligt
- 1978: Det blir alltid värre framåt natten
- 1981: Fångad i en dröm
- 2010: When You Tell the World You’re Mine
- 2020: (Christmas Eve) After Midnight
- 2021: It’s Christmas

### Met Slam Creepers
- 1966 - Go On Home Baby
- 1967 – Bubbles
- 1967 - You've Lost That Lovin'Feelin'
- 1968 – Sweet Ruth
- 1968 - We Are Happy People

### Met Blue Swede
- 1973 – Hooked on a Feeling
- 1974 – Out of the Blue